# فليمون سيمبسون
فليمون سيمبسون هو محامي وسياسي أمريكي، ولد في 13 أكتوبر 1819، وتوفي في 28 أبريل 1895. نشط حزبياً في الحزب الديمقراطي. وقد انتخب عضو جمعية ولاية ويسكونسن ‏ وانتخب عضو مجلس ولاية ويسكونسن ‏.